# Artists and repertoire

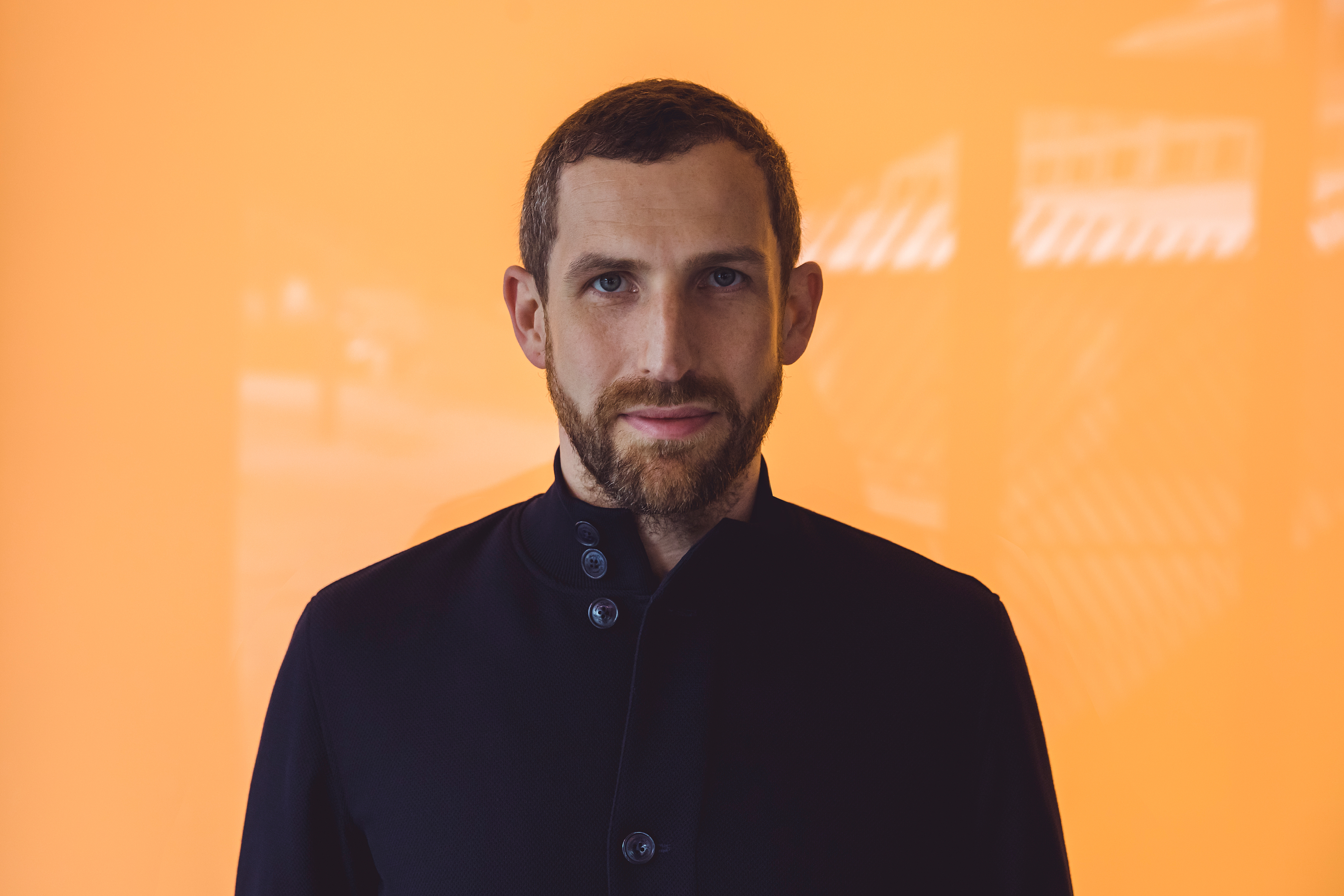
Matthias Tanzmann. Una foto de Marie-Staggat

Artists and repertoire (A&R) es la división de una discográfica o editorial de música responsable del descubrimiento de nuevos talentos y de supervisar el desarrollo artístico de músicos de la compañía. También actúa como enlace entre los artistas y la compañía discográfica o editorial, supervisando cualquier publicación o actividad relacionada con el artista.

## Responsabilidades

### Búsqueda de talentos
La división A&R de una compañía discográfica es responsable de encontrar nuevos artistas y de su contratación para la compañía, entendiendo los gustos del mercado musical y siendo capaces de encontrar artistas que puedan ser exitosos desde el punto de vista comercial. Por esta razón, trabajadores de la división A&R son por norma general gente joven, músicos, periodistas o productores musicales.
George Martin fue, entre 1956 y 1965 el responsable del A&R de Parlophone Records en el Reino Unido y promovió en tal carácter a The Beatles, Gerry & the Pacemakers, Cilla Black y otros artistas durante la década de los 60, lo mismo había realizado previamente en la década anterior con grabaciones de humoristas como Peter Sellers y Peter Ustinov.
Un ejecutivo de A&R está autorizado a ofrecer un contrato discográfico, a menudo en forma de "memorándum de acuerdo", un documento breve e informal que establece una relación comercial entre el artista discográfico y la compañía discográfica. Las negociaciones contractuales reales normalmente las llevarán a cabo abogados de entretenimiento rivales contratados por el mánager del músico y la compañía discográfica. 
Los ejecutivos de A&R dependen principalmente del boca a boca de asociados, críticos y contactos comerciales de confianza, en lugar de cintas de demostración no solicitadas.  También tienden a favorecer a las bandas que tocan en la misma ciudad que las oficinas del sello discográfico.

### Supervisión de grabaciones
La división A&R de una compañía discográfica supervisa también las sesiones de grabación. Esto incluye apoyo al artista para encontrar un productor musical apropiado, cuadrar horarios en el estudio de grabación y avisar al artista en todos los aspectos para crear grabaciones de alta calidad. Trabajan también con el músico para escoger las mejores canciones para grabar, y en el caso de músicos que no componen sus propias canciones, lo ayudan también a encontrar canciones y compositores apropiados.
A medida que el disco se acerca a su finalización, el departamento de A&R trabaja en estrecha colaboración con el artista para determinar si el disco es aceptable para la compañía discográfica. Este proceso puede incluir sugerir que es necesario escribir nuevas canciones, que las canciones existentes necesitan un nuevo arreglo o que es necesario volver a grabar algunas pistas del álbum. Una cuestión clave es si el álbum tiene un sencillo, una pista particular que pueda usarse para comercializar el disco.

### Marketing y promoción
Una vez que se completa el disco, el departamento de A&R consulta con marketing, promoción, el artista y su gerencia para elegir uno o más sencillos que ayuden a promocionar el disco.

### Historia e influencia
Los gustos de determinados ejecutivos de A&R han influido en el curso de la historia de la música. El hombre de A&R, John Hammond, descubrió a Billie Holiday, Bob Dylan, Aretha Franklin y Bruce Springsteen. Los colegas de Hammond inicialmente se mostraron escépticos con respecto a estos artistas porque ninguno de ellos parecía estar creando música "comercial". Los instintos de Hammond demostraron ser correctos y estos artistas llegaron a vender cientos de millones de discos. Gary Gersh firmó con la banda Nirvana para DGC Records de David Geffen en un momento en que la música rock alternativa no se consideraba comercial. Gersh pudo convencer a sus compañeros de trabajo de impulsar el récord a pesar de sus recelos. En casos como estos, la gente de A&R ha cambiado radicalmente la dirección de los gustos musicales populares e introducido a un gran número de personas a nuevos sonidos.
Este tipo de presciencia es la excepción y no la regla. Históricamente, los ejecutivos de A&R han tendido a contratar nuevos artistas que encajan en las tendencias recientes y que se parecen a artistas que actualmente tienen éxito. Por ejemplo, el hombre de A&R de Columbia Records en la década de 1950, Mitch Miller, favorecía a los cantantes pop tradicionales como Guy Mitchell y Patti Page, y rechazaba a los primeros rockeros Elvis Presley y Buddy Holly.
Esta mentalidad de "seguir tendencias" ha generado varias oleadas de géneros estrechamente definidos, lo que ha llevado a una percepción de trivialidad, incluido el pop adolescente (1998-2001), el rock alternativo (1993-1996), el glam metal (1986-1991) y la música disco (1976-1978). Seguir tendencias puede ser contraproducente, ya que a menudo ha llevado a una sobrepromoción seguida de reacciones negativas (como sucedió con el género disco, por ejemplo). Hacia el final de la vida de cada ola o tendencia, las compañías discográficas se han enfrentado a enormes pérdidas a medida que cambiaban los gustos de los consumidores. Por ejemplo, al final del boom disco en 1978, los minoristas de discos devolvieron millones de discos, lo que provocó una profunda recesión en el negocio de la música que duró hasta 1982, cuando Thriller de Michael Jackson finalmente atrajo al público de regreso a las tiendas de discos en números grandes.

El movimiento general hacia fichajes más conservadores y con mentalidad empresarial a partir de los años 80 se considera sintomático de una industria en la que las figuras más poderosas ya no son aficionados a la música o personas con formación musical, sino ejecutivos de empresas, un grupo compuesto en gran medida por individuos con fondos uniformes. Tradicionalmente, los ejecutivos de A&R eran compositores, arreglistas y productores (los directores de Atlantic Records, Jerry Wexler y Ahmet Ertegun, eran productores y compositores respectivamente), pero un A&R con habilidad y conocimiento musical se ha convertido en una rareza, con Ron Fair y Martin Kierszenbaum como excepciones recientes notables. El compositor y arreglista Richard Niles ha dicho:
Lo que tenemos ahora son enormes empresas multinacionales donde la mayoría de su personal de A&R son empresarios. Son personas que ven la música desde el punto de vista del marketing, no desde el punto de vista de la música y el talento. Dirán: "Sal y tráeme cualquier cosa que sea popular ahora".
El grupo de hip hop Wu-Tang Clan hizo referencia a este estereotipo del ejecutivo de A&R con mentalidad empresarial en su sencillo "Protect Ya Neck", comparándolos metafóricamente con "alpinistas". 

## Variaciones regionales
Según el fundador de Rhythm King Records y Lizard King Records, Martin Heath, la comunidad de A&R en el Reino Unido está más integrada que en los Estados Unidos, está muy centrada en Londres y abarca un número relativamente pequeño de personas. "Si los cazatalentos están persiguiendo a una banda, verás a las mismas treinta personas en una habitación. Obtendrás una mentalidad de rebaño en el Reino Unido, pero también algunos fichajes muy diversos", dijo en una entrevista con HitQuarters.Heath cree que en Estados Unidos es más típico que A&R espere hasta que una banda se establezca –después de haber atraído otras ofertas o alcanzado un nivel de ventas– antes de tomar medidas, una técnica que a menudo resulta más costosa.

## Cambios en la década de los 2000
Las nuevas formas de distribución digital han cambiado la relación entre los consumidores y la música que eligen. Gerd Leonhard y otros sostienen que la amplia selección de música en los servicios digitales ha permitido a los consumidores de música eludir el papel tradicional de A&R. A raíz de la disminución de las ventas de discos, muchos miembros del personal de A&R han sido despedidos.